# خوزه رامیرز (بازیکن فوتبال، زاده ۱۹۷۷)
خوزه رامیرز (انگلیسی: José Ramírez؛ زادهٔ ۳ فوریهٔ ۱۹۷۷) بازیکن فوتبال اهل آرژانتین است.
از باشگاه‌هایی که در آن بازی کرده‌است می‌توان به باشگاه فوتبال گودوی کروز، باشگاه ورزشی سن لورنسو آلماگرو، و باشگاه فوتبال یونیکوس اشاره کرد.